# Ramalde

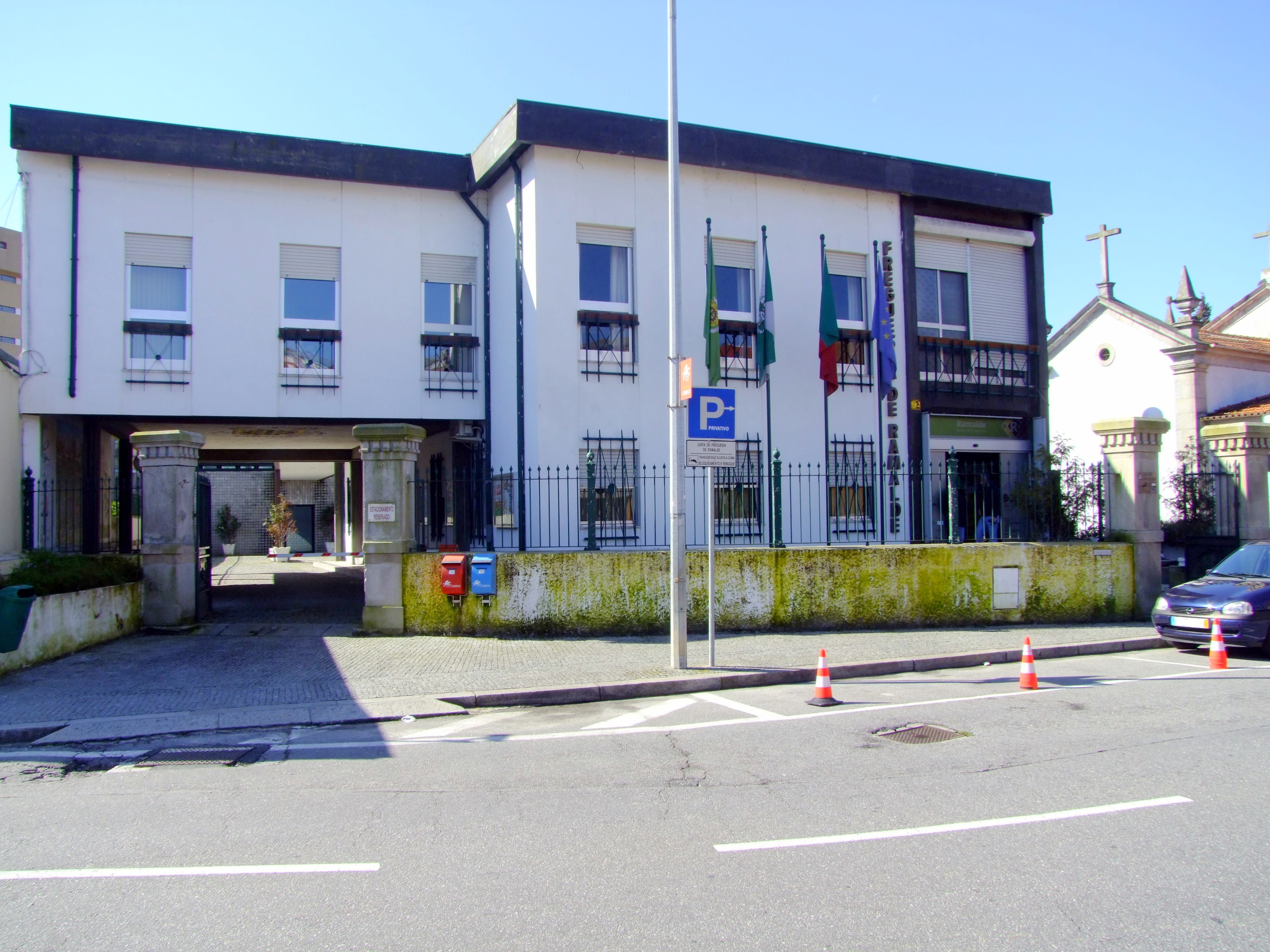
Junta de Freguesia de Ramalde

Ramalde is een freguesia in de Portugese gemeente Porto en heeft een oppervlak van 5,68 km². Ramalde wordt omgrenst door de freguesias Paranhos in het oosten, Cedofeita, Santo Ildefonso, Sé, Miragaia, São Nicolau e Vitória in het zuidoosten, Lordelo do Ouro e Massarelos in het zuiden, Aldoar, Foz do Douro e Nevogilde in het westen en de gemeente Matosinhos in het noorden. Ramalde had in 2011 38.012 inwoners. Ramalde was van oudsher een dun bevolkt, maar als agrarisch gebied van belang voor de voedselvoorziening van de stad. Tegenwoordig is de agrarische functie verdwenen. Er staat veel industrie en er zijn ook relatief veel Bairros sociais (buurten met sociale woningbouw).

## Bevolkingsverloop
| Bevolkingsverloop van de freguesia Ramalde | Bevolkingsverloop van de freguesia Ramalde | Bevolkingsverloop van de freguesia Ramalde | Bevolkingsverloop van de freguesia Ramalde | Bevolkingsverloop van de freguesia Ramalde | Bevolkingsverloop van de freguesia Ramalde | Bevolkingsverloop van de freguesia Ramalde | Bevolkingsverloop van de freguesia Ramalde | Bevolkingsverloop van de freguesia Ramalde | Bevolkingsverloop van de freguesia Ramalde | Bevolkingsverloop van de freguesia Ramalde | Bevolkingsverloop van de freguesia Ramalde | Bevolkingsverloop van de freguesia Ramalde | Bevolkingsverloop van de freguesia Ramalde | Bevolkingsverloop van de freguesia Ramalde |
| ------------------------------------------ | ------------------------------------------ | ------------------------------------------ | ------------------------------------------ | ------------------------------------------ | ------------------------------------------ | ------------------------------------------ | ------------------------------------------ | ------------------------------------------ | ------------------------------------------ | ------------------------------------------ | ------------------------------------------ | ------------------------------------------ | ------------------------------------------ | ------------------------------------------ |
| 1864                                       | 1878                                       | 1890                                       | 1900                                       | 1911                                       | 1920                                       | 1930                                       | 1940                                       | 1950                                       | 1960                                       | 1970                                       | 1981                                       | 1991                                       | 2001                                       | 2011                                       |
| 3 031                                      | 3 873                                      | 6 308                                      | 7 110                                      | 8 892                                      | 9 818                                      | 12 306                                     | 13 808                                     | 19 150                                     | 21 064                                     | 30 708                                     | 38 257                                     | 36 300                                     | 37 647                                     | 38 012                                     |

## Architectuur en bezienswaardigheden

### Casa de Ramalde
Het oorspronkelijke Casa de Ramalde is gebouwd omstreeks 1500. Dit oorspronkelijk vrij eenvoudige huis werd halverwege de achttiende eeuw uitgebreid, waarbij ook een kapel werd gebouwd. De architect hiervan was Nasoni. Tijdens de Franse invasie van 1809 werd het pand zwaar beschadigd door brand. Hierdoor heeft het ook de bijnaam Casa Queimada (verbrand huis) gekregen. Pas na 1870 is het pand weer gerestaureerd.

### Casa da Prelada
Het Casa da Prelada is halverwege de achttiende eeuw ontworpen door Nasoni, maar alleen de zuidwestelijke vleugel is ook gerealiseerd. Op het bijbehorende landgoed was een tuin met een meer en een doolhof naar de smaak van de achttiende eeuw. Twee obelisken en een fontein zijn overgebracht naar het park van Passeio Alegre in Foz do Douro. Deze moesten van hun oorspronkelijk plaats wijken wegens de aanleg van een snelweg, de VCI (Via de Cintura Interna - Binnen Ringweg). Boven de toegangspoort tot het landgoed is het wapen van de toenmalige eigenaars aangebracht

### Quinta do Viso
Het Quinta do Viso (landgoed van Viso) stamt uit de zeventiende eeuw. Het landhuis is typerend voor de streek zoals deze in de zeventiende eeuw werden gebouwd. In de achttiende eeuw is er een kapel toegevoegd aan het complex.

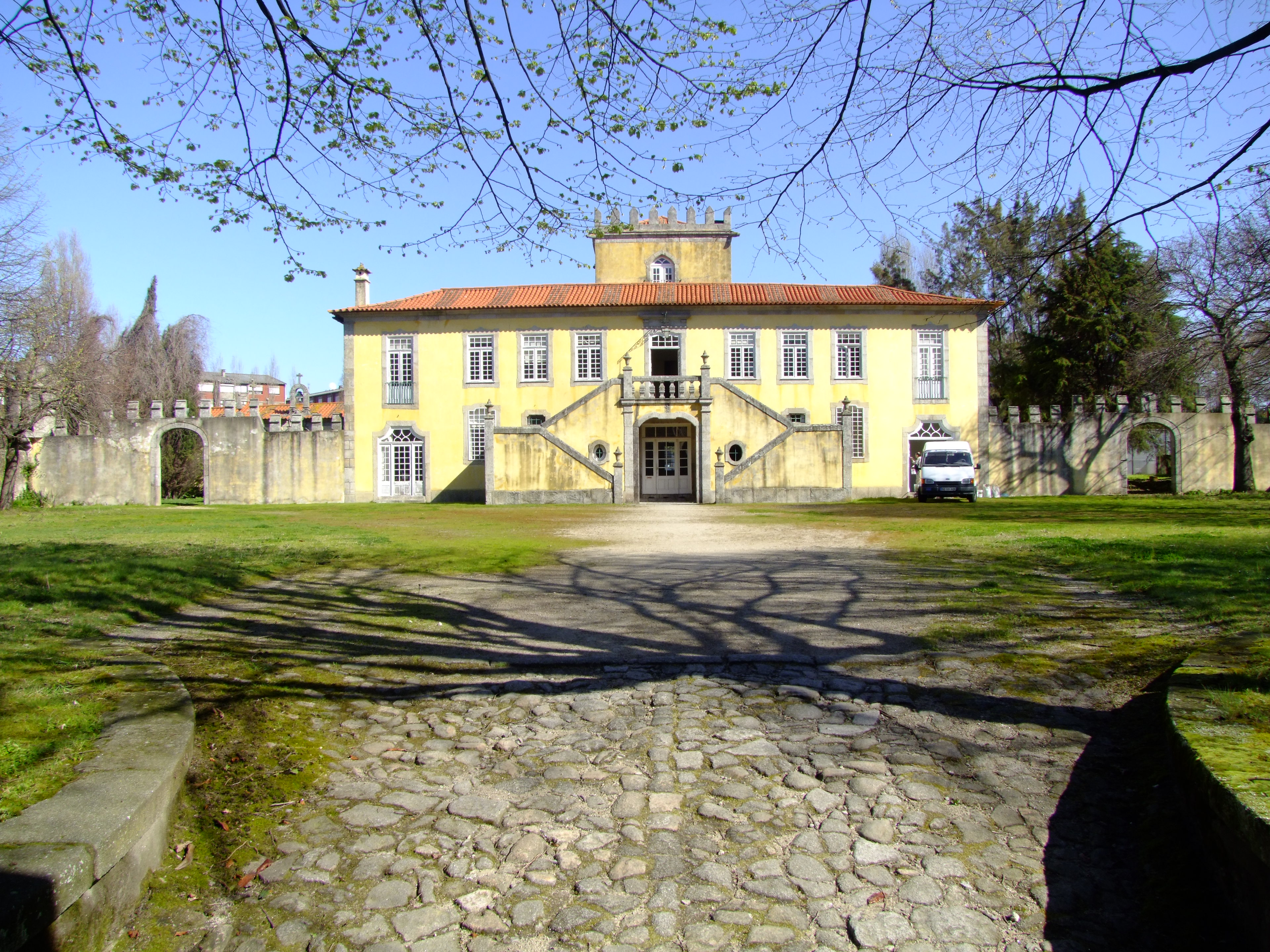
Casa de Ramalde
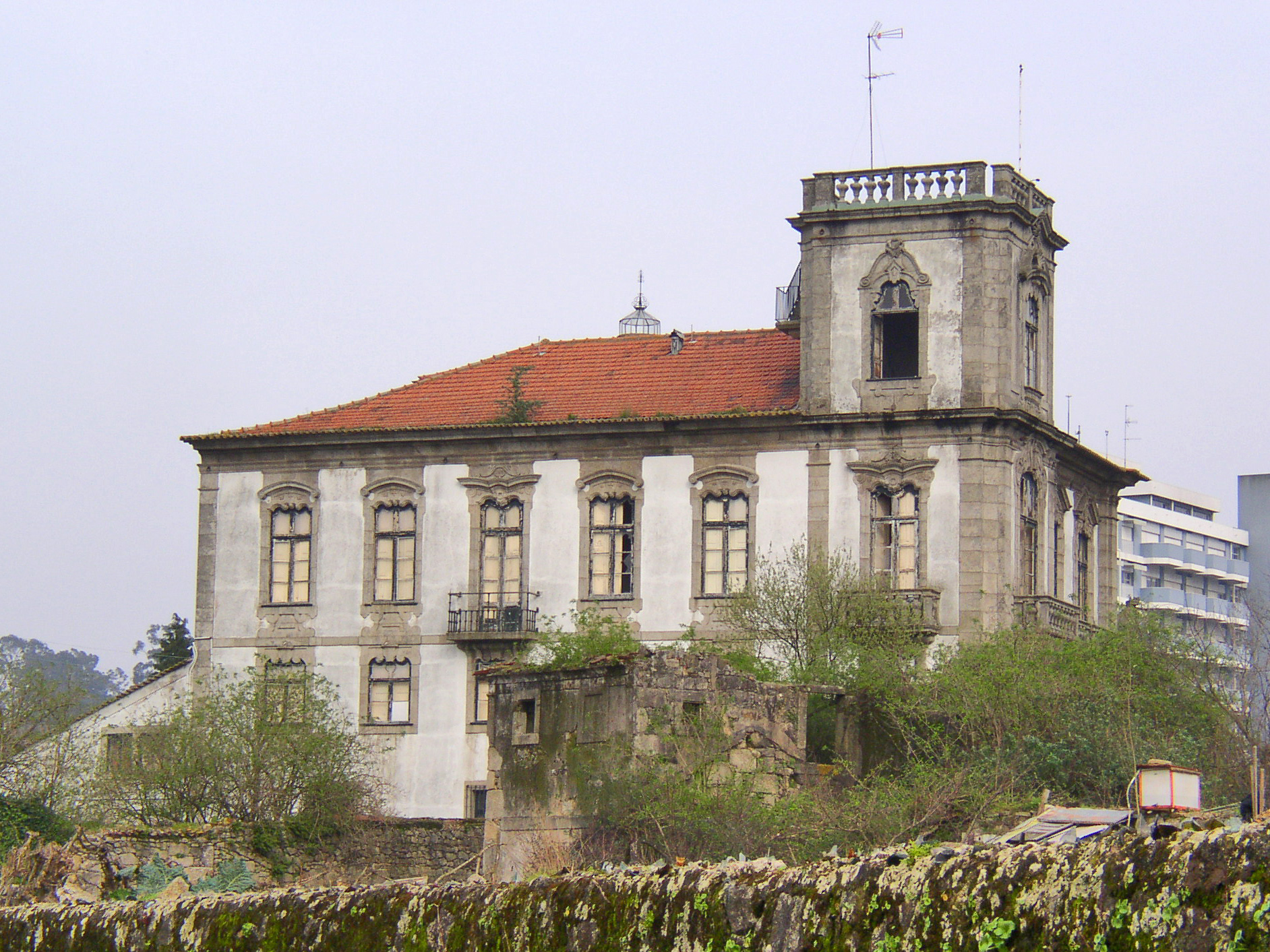
Casa da Prelada
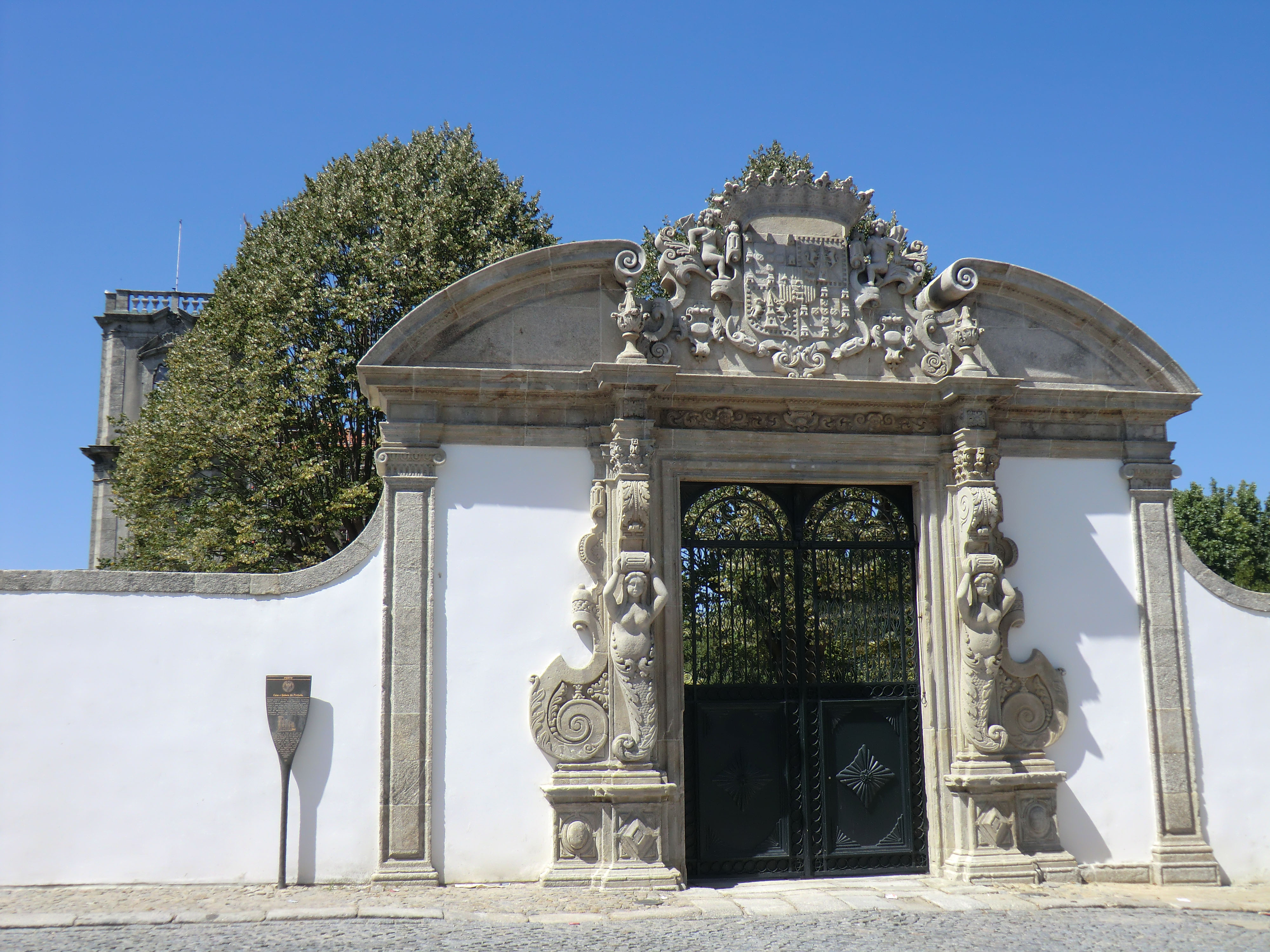
Quinta da Prelada - toegangspoort
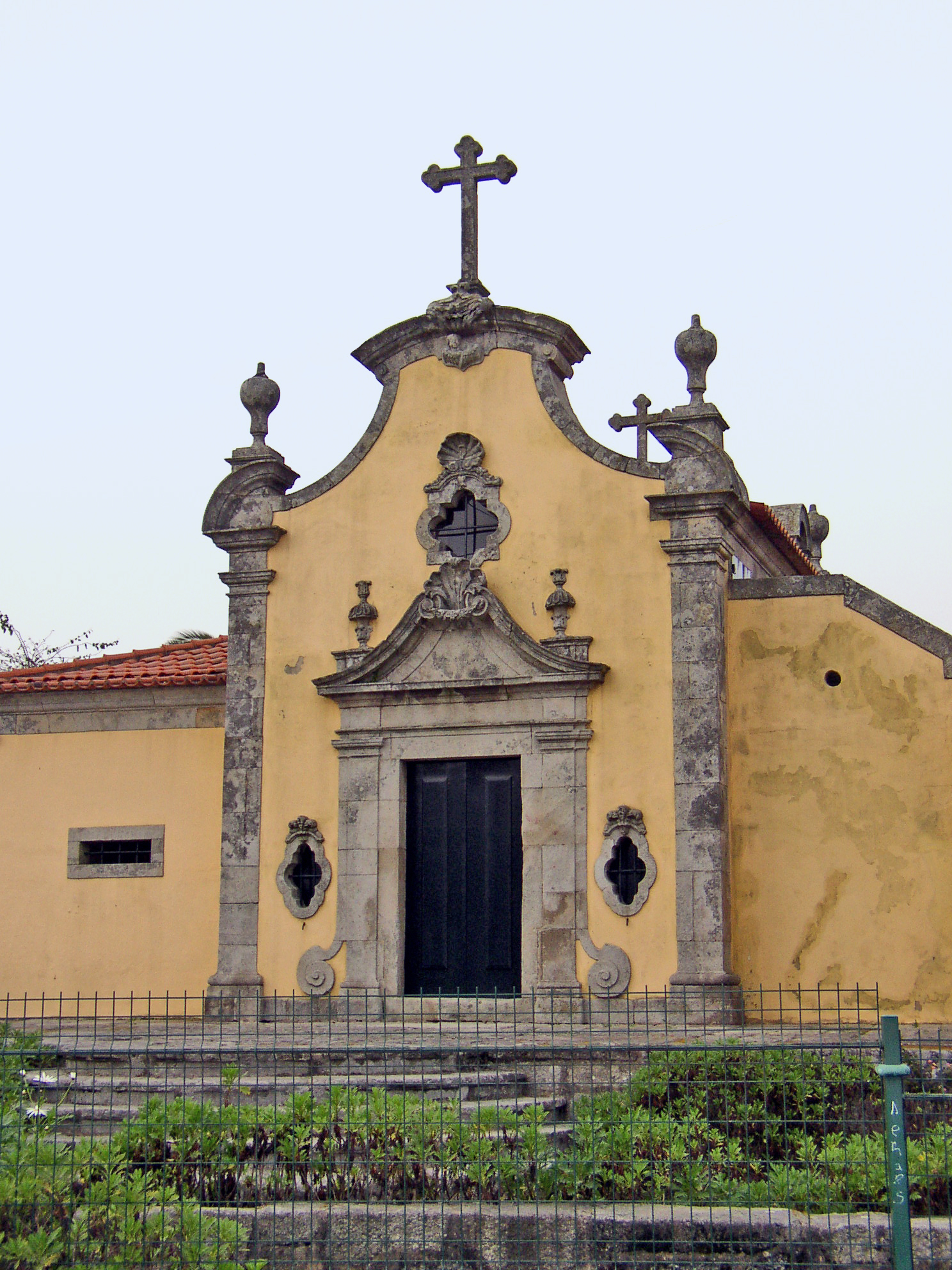
Quinta do Viso - kapel
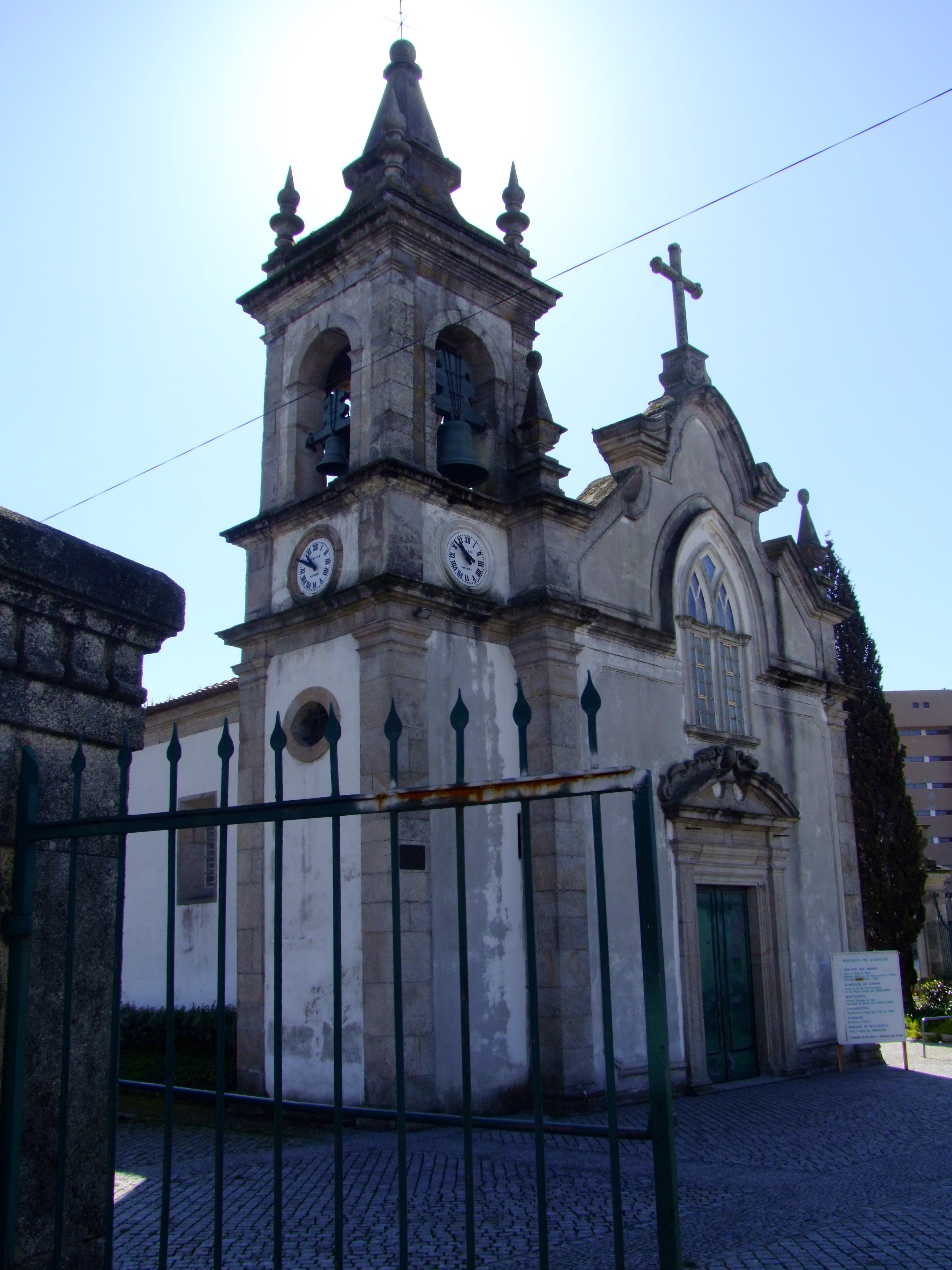
Igreja de Ramalde - oude kerk van Ramalde
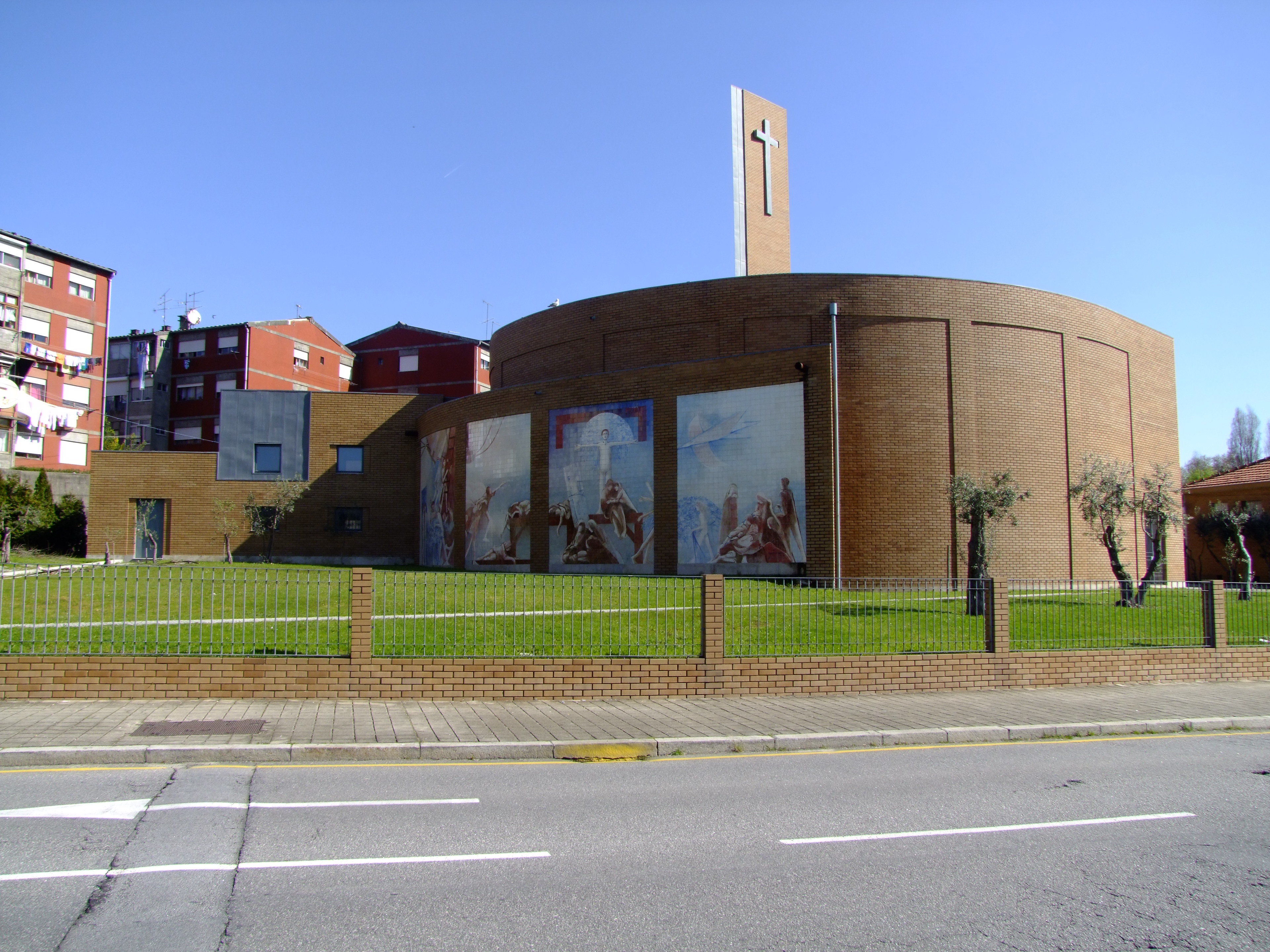
Igreja Nova de Ramalde - nieuwe kerk van Ramalde

### Estádio do Bessa
Het oorspronkelijke Estádio do Bessa (Stadion van Bessa) is gebouwd in 1972 en is de thuisbasis van de voetbalclub Boavista FC. Het werd aan het begin van de eenentwintigste eeuw gereconstrueerd. Tijdens Euro 2004 werden hier drie wedstrijden gespeeld. Het stadion heeft ongeveer 30.000 zitplaatsen.

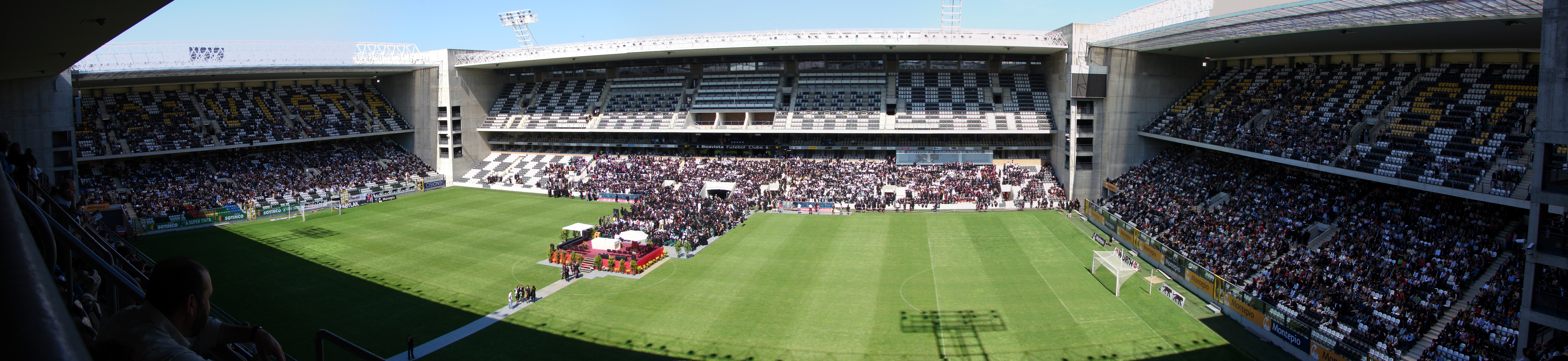
Stadion van Bessa